# Russinfingrar

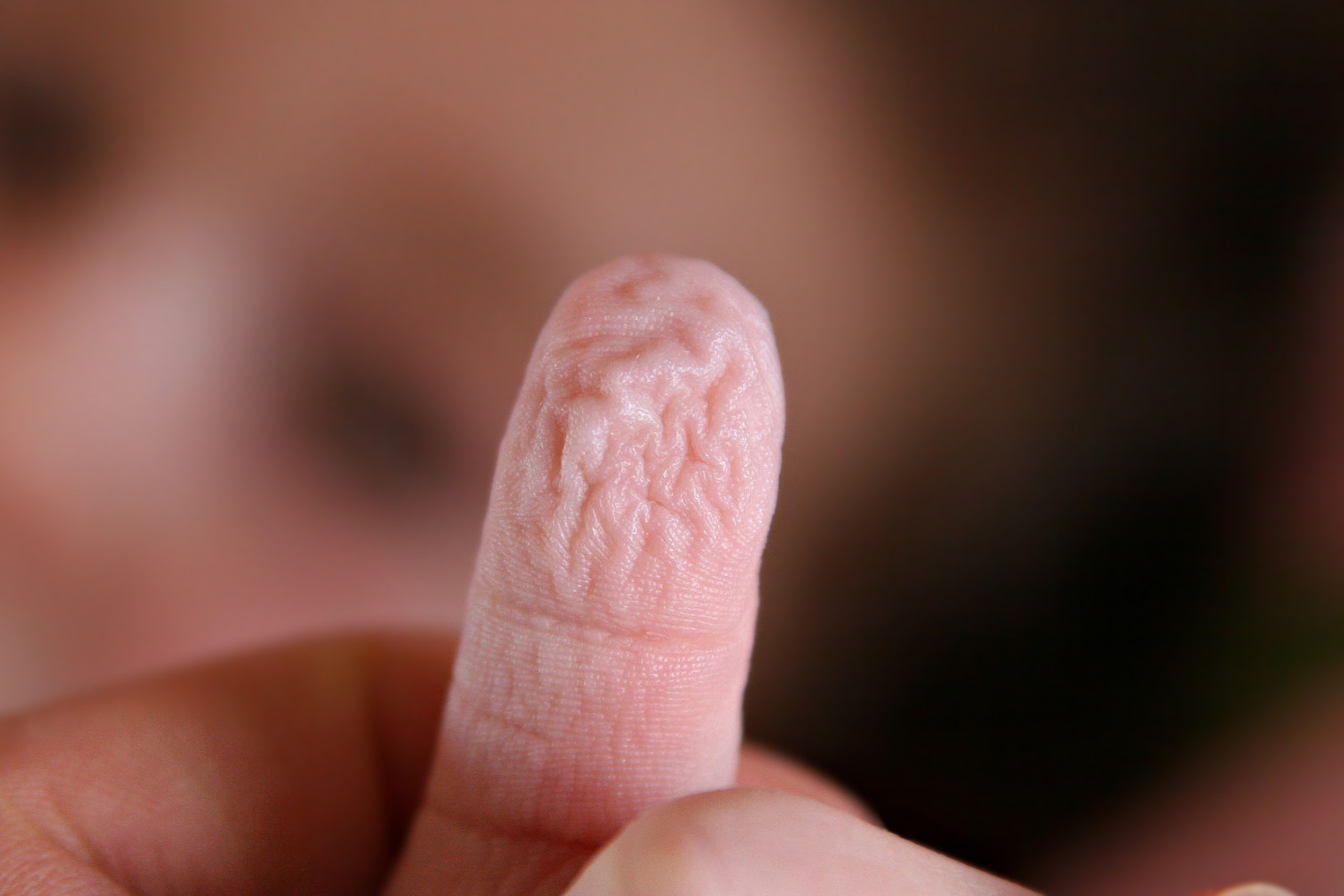
Ett skrynkligt finger

"Russinfingrar" kallas det vardagligen när huden sväller och man får skrynkliga fingrar om huden varit i kontakt med vatten en längre tid.
Effekten har konstaterats hos makaker och tros finnas hos de flesta av aporna.

## Uppkomst
Forskning har visat att effekten uppstår för att blodkärl i fingrarna drar ihop sig vilket får huden att vecka ihop sig.
Tidigare trodde man att effekten uppstod på grund av osmos. Att cellmembranen, som är semi-permeabla, släpper igenom vatten men inte molekyler som är lösta i vattnet, som proteiner, socker och salt. Man trodde att eftersom sötvatten har en lägre halt av dessa molekyler än vad människan har i kroppen, så trängde vatten hela tiden in i kroppen och huden svällde.

## Funktion
Flera frågor har varit obesvarade. Som varför skrynklorna endast uppstår på händer och fötter. Och varför huden veckar sig mest längst ut på fingrarna och fötterna. Forskare har noterat att skadade nerver i ett finger hindrar veckningen från att uppstå, vilket antyder att processen kontrolleras av nervsystemet. Studier på personer med Parkinsons sjukdom har visat att drabbade får färre rynkor när de har russinfingrar än friska.
Den skrynkliga huden på fingrar och tår kan ha utvecklats för att ge människor bättre grepp på hala ytor eller för att samla föda i våt vegetation.